# Знамение (фильм)
«Знамение» (англ. Knowing, «Знание») — научно-фантастический фильм-катастрофа режиссёра Алекса Пройаса. Несмотря на то, что события происходят в Бостоне, сам фильм был снят в австралийском Мельбурне. Мировая премьера состоялась 19 марта 2009 года.
Слоган фильма: «Что будет, когда закончатся числа?»
Рейтинг MPAA: детям до 12 лет просмотр нежелателен.

## Сюжет
1959 год. При праздновании открытия начальной школы Уильяма Доуса все ученики должны нарисовать своё видение будущего, после чего рисунки будут спрятаны в «Капсулу времени» на следующие 50 лет. Девочке по имени Люсинда Эмбри не дают закончить свой рисунок, представляющий собой хаотичный набор цифр от 0 до 9, и она исчезает с праздничной церемонии. Позже учительница находит её в чулане спортзала с окровавленными пальцами; ногтями девочка нацарапала оставшиеся цифры на деревянной двери и умоляет учительницу «остановить шептание».
Прошло 50 лет. 2009 год. Контейнер с рисунками извлекается на поверхность, и лист с цифрами попадает в руки мальчику Калебу, сыну астрофизика и профессора MIT Джона Кестлера. Посчитав сперва рисунок Люсинды бессмысленным набором цифр, Джон случайно обнаруживает, что цифры точно указывают на даты, количество жертв и координаты различных техногенных катастроф, случившихся за последние 50 лет. В одной из этих катастроф (пожар в отеле) погибла жена Джона, и он решает, что послание Люсинды попало в руки его сына не просто так.
На листке также есть три будущие даты, и очередная катастрофа — крушение самолёта рейса 074 Plymouth Air и гибель 81 человека — происходит у Джона на глазах. Тем временем загадочные молчаливые люди издалека наблюдают за Калебом и показывают ему видение грядущего лесного пожара. Джон пытается поговорить с Дианой, дочерью Люсинды, чтобы получить больше информации, но она сперва отказывается с ним говорить. Затем Джон пытается предотвратить следующую предсказанную катастрофу в Нью-Йорке, но не успевает. Из-за короткого замыкания и перевода стрелки один поезд метро сходит с рельсов, вылетает на перрон и врезается во второй поезд. Головной вагон скользит по перрону, давя людей. Всего погибает 178 человек.
Диана со своей дочерью Эбби приезжает к Джону, и они едут в заброшенный дом Люсинды, где обнаруживают на стене газетные вырезки о некоторых произошедших катастрофах и картину, изображающую Иезекииля. Случайно увидев на полу комнаты загадочные чёрные камни, Джон, опустившись на пол, находит написанные на днище кровати повторяющиеся слова «Everyone Else» («ВВ — Все Вокруг») и понимает, что после даты последней катастрофы идёт не число «33», а перевёрнутые буквы «EE», то есть катастрофа будет глобальной.
Пока Джон и Диана находятся внутри дома, машину с Калебом и Эбби окружают четверо молчаливых неизвестных, но они уходят, как только Джон прибегает на помощь. Позднее Калеб начинает писать цифры в точности, как это делала Люсинда, не осознавая, что он делает, а Эбби признаётся, что они постоянно слышат шёпот незнакомцев. Последние цифры в записи Калеба показывают координаты места вблизи дома Люсинды.
С учётом возросшей в последнее время активности Солнца и на основании собственных научных работ Джон делает вывод, что грядущие солнечные вспышки сожгут всю Землю. Джон вместе с Дианой и детьми едет в школу, находит там дверь чулана, в котором пряталась Люсинда. Оторвав дверь чулана, Джон привозит её домой, где под слоем краски обнаруживает дописанные Люсиндой последние знаки, которые также указывают на место вблизи дома Люсинды. И Джон наконец понимает, что они указывают им единственное место для спасения.
Тем временем Диана, не дожидаясь, пока Джон разберется с цифрами на дверях чулана, вместе с детьми уезжает укрыться в сети подземных пещер. На бензоколонке двое из загадочных безмолвных незнакомцев угоняют машину с Калебом и Эбби. Диана пытается их догнать и погибает в аварии на перекрёстке ровно в полночь, в тот самый день, который предсказала ей Люсинда.
Приехав в лесистое место вблизи дома Люсинды, Джон находит детей целыми и невредимыми в компании с «шептунами» (так дети называют молчаливых незнакомцев, общавшихся с детьми посредством мысленного шёпота). «Шептуны» оказываются пришельцами, гуманоидами в оболочках людей, напоминающими ангелов, которые собираются спасти Калеба и Эбби, чтобы они «начали всё заново». Джону не позволено отправиться вместе с детьми (он хоть и стал предсказателем, но не слышал мысленного шёпота, а они берут только тех, кто слышит эти голоса, нарекая их «зовами»), однако Калебу и Эбби разрешено взять с собой по кролику.
Сперва Калеб отказывается идти без отца, но Джон убеждает его, пообещав, что они в итоге окажутся вместе. Группа «шептунов» вместе с Калебом и Эбби покидает Землю на своём космическом корабле, содержащем огромное устройство, внешне напоминающее вращающееся колесо с гравюры «Видение Иезекииля», так же как и ещё несколько десятков таких же кораблей с разных концов планеты.
В то время как в Бостоне начинаются уличные беспорядки, Джон приезжает в дом к своей семье, чтобы побыть с близкими в последние минуты жизни человечества. Солнечная супервспышка сжигает всё живое на планете.
В заключительной сцене Калеба и Эбби высаживают на новой планете, напоминающей Землю, вместе с пассажирами-переселенцами других кораблей. В конце фильма Калеб и Эбби слушают последние подсказки улетающих «шептунов», и одетые в белые одежды, поворачиваются и бегут к указанному им огромному дереву, напоминающему Древо жизни.

## В ролях
- Николас Кейдж — Джон Кестлер
- Роуз Бирн — Диана Вайленд / Люсинда Эмбри (фотографии в доме Люсинды и в газетной статье)
- Чандлер Кентербери — Калеб Кестлер
- Лара Робинсон — Люсинда Эмбри / Эбби Вайленд / Диана в детстве (фотография в доме Люсинды)
- Д. Дж. Малоуни — Незнакомец
- Бен Мендельсон — Фил Бекмэн, друг Кестлера
- Эдриэнн Пикеринг — Элисон
- Надя Таунсенд — Грейс Кестлер

## История создания
Сценарий фильма написал писатель Райан Пирсон, после чего Columbia Pictures забрала проект себе. На место режиссёра были назначены Род Лури и Ричард Келли, но позже права на фильм были проданы. Проект подобрала кинокомпания Escape Artists, а Стайлс Уайт и Джульет Сноуден переписали сценарий. В феврале 2005 года на пост режиссёра фильма был назначен Алекс Пройас. Вопросы финансирования и распространения фильма взяла на себя Summit Entertainment. Пройас и сценарист фильма Стюарт Хазельдайн провели новый подбор актёров, который начался 25 марта 2008 года в Мельбурне, Австралия. Режиссёр планировал смешать «реализм с фантастическими вкраплениями», взяв за ориентир фильм «Изгоняющий дьявола».
Действие фильма происходит в Бостоне, и, чтобы воссоздать этот город, съёмочная группа использовала такие австралийские места, как Джилонг Ринг Роад, Мельбурнский музей, Маунт Мэйсидон и Коллинс-Стрит. Также съёмки фильма проводились в Средней школе Кэмбервелл (англ. Camberwell High School), переделанной для фильма в бостонскую Начальную школу Уильяма Доуса (англ. William Dawes Elementary). Для съёмок внутри обсерватории был использован Австралийский синхротрон и обсерватория Хейстек (англ. Haystack Observatory) в Вестфорде, штат Массачусетс.

## Факты
- Небесная колесница в фильме предстаёт в виде космического корабля, вывозящего с гибнущей Земли «каждой твари по паре»; тетраморфы же предстают там хозяевами корабля — таинственными инопланетянами-«шептунами».
- Сюжет фильма в некоторой мере схож с сюжетом рассказа Артура Кларка «Спасательный отряд». В обоих случаях гибель планеты является результатом солнечной активности. В обоих случаях землян выручают пришельцы с других планет. Однако если в фильме инопланетяне забирают избранных детей с обречённой планеты, то в рассказе Кларка земляне сами отправились в путь к звёздам, погрузившись всем населением в корабли огромной армады.
- В рисунке Люсинды и в Интернете Джон Кестлер находит следующие техногенные катастрофы:

1. Гибель группы Игоря Дятлова — 1 февраля 1959 года, 9 погибших.
2. Катастрофа Canadair С-4 в Стокпорте — 4 июня 1967 года, 72 погибших.
3. Катастрофа рейса 981 Turkish Airlines — 3 марта 1974 года, 346 погибших.
4. Землетрясение в Мехико — 19 сентября 1985 года, 10 153 погибших.
5. Авария на Чернобыльской АЭС — 26 апреля 1986 года, 4056 погибших.
6. Взрыв рейса 103 Pan American над Локерби — 21 декабря 1988 года, 270 погибших.
7. Землетрясение в Кобе — 17 января 1995 года, 6434 погибших.
8. Теракт в Оклахома-Сити — 19 апреля 1995 года, 168 погибших.
9. Взрыв посольства США в Найроби — 213 погибших (дата указана неверно — теракт произошёл 7 августа 1998 года, а в фильме 8 августа 1997 года).
10. Теракты 11 сентября 2001 года — 2996 погибших.
11. Теракты на Бали — 12 октября 2002 года, 187 погибших.
12. Землетрясение в Индийском океане — 26 декабря 2004 года, 229 866 погибших.
13. Ураган «Катрина» — 29 августа 2005 года, 1577 погибших.

- На газетных вырезках в заброшенном доме Люсинды упоминаются следующие техногенные катастрофы:

1. Пожар на авианосце «Форрестол» — 29 июля 1967 года, 134 погибших.
2. Столкновение двух Boeing 747 на Тенерифе — 27 марта 1977 года, 583 погибших.
3. Столкновение Boeing 727 и Cessna 172 над Сан-Диего — 25 сентября 1978 года, 144 погибших.
4. Катастрофа рейса 901 Air New Zealand — 28 ноября 1979 года, 257 погибших.
5. Извержение вулкана Сент-Хеленс — 18 мая 1980 года, 57 погибших.

- Самолёт, разбивающийся на глазах у Кестлера — Airbus A320 несуществующей авиакомпании PLYMOUTH AIR с бортовым номером EC-VJL.
- На 36-й минуте фильма в выпуске новостей, который смотрит Джон Кестлер, сообщается о взрыве нефтяной платформы в Мексиканском заливе. Подобная катастрофа (с точностью до места) произошла в 2010 году.
- Конец света в фильме состоялся 19 октября (2009 года), так же, как в рассказе Рэя Брэдбери «Завтра конец света» (19 октября 1969 года).